# Paparazzi (drones)
Pour les articles homonymes, voir Paparazzi (homonymie).
Paparazzi est un système de micro-drones Do it yourself et libre. Créé en 2003, Paparazzi est depuis développé dans les laboratoires de l'École nationale de l'aviation civile. Le système Paparazzi permet de faire naviguer de façon autonome, à l'aide d'un GPS, un ou plusieurs micro-drones contrôlés par une station sol fonctionnant sous Linux.
Au fil du temps, le système Paparazzi acquiert une renommée mondiale dans le domaine des micro-drones, tant pour ses qualités techniques,, que pour le coût, relativement faible, des composants nécessaire à la fabrication du système.